# 1941年の日本公開映画
- 映画 > 映画の一覧 > 年度別日本公開映画 > 1941年の日本公開映画
- 映画 > 1941年の映画 > 1941年の日本公開映画

1941年の日本公開映画（1941ねんのにほんこうかいえいが）では、1941年（昭和16年）1月1日から同年12月31日までに日本で商業公開された映画の一覧を記載。作品名の右の丸括弧内は製作国を示す。
記載の凡例については年度別日本公開映画#凡例を参照

## 作品一覧

### 1月
- 想ひ出の円舞曲（ドイツ）
- 銀の靴（アメリカ）
- 故郷（ドイツ）
- シー・ホーク（アメリカ）
- 9日
  - 昨日消えた男（日本）
- 18日
  - 兄の花嫁（日本）
- 30日
  - 柘榴一角（日本）
  - みかへりの塔（日本） - 日本映画雑誌協会ベストテン3位

### 2月
- 9日
  - 芸道一代男（日本） - 日本映画雑誌協会ベストテン4位
- 13日
  - 江戸の紅葵（日本）

### 3月
- 心の青春（アメリカ）
- 大紐育（アメリカ）
- 1日
  - 戸田家の兄妹（日本） - 日本映画雑誌協会ベストテン1位
- 11日
  - 馬（日本） - 日本映画雑誌協会ベストテン2位
- 26日
  - 家光と彦左（日本）

### 4月
- 消え行く灯（アメリカ）
- 砂塵（アメリカ）
- 青春（ドイツ）
- 9日
  - をり鶴七変化（日本）

### 5月
- 勝利の歴史（ドイツ）
- 白鳥の死（フランス）
- 1日
  - 白鷺（日本）
- 4日
  - 海を渡る祭礼（日本） - 日本映画雑誌協会ベストテン8位
- 8日
  - 羅生門（日本）
- 21日
  - 阿波の踊子（日本）

### 6月
- 明日への戦ひ（アメリカ）
- 間諜アゼフ（オーストリア、ドイツ）
- 邂逅（アメリカ）
- 10日
  - 歌へば天国（日本）
- 12日
  - 暁の合唱（日本）
- 18日
  - 虞美人草（日本）
- 28日
  - 愛の一家（日本） - 日本映画雑誌協会ベストテン7位

### 7月
- ジェロニモ（アメリカ）
- 空征かば（イタリア）
- 夜のタンゴ（ドイツ）
- 若い科学者（アメリカ）
- 1日
  - 上海の月（日本）
- 15日
  - 花（日本）

### 8月
- 青い制服（アメリカ）
- 偉人エーリッヒ博士（アメリカ）
- 世界の涯てに（ドイツ）
- 七つ擲る（ドイツ）
- 7日
  - 巷に雨の降る如く（日本）
- 14日
  - 雪子と夏代（日本）
- 20日
  - 北極光（日本）
- 21日
  - 男子有情（日本）
- 26日
  - 簪（日本）

### 9月
- 黒い瞳の女（アルゼンチン）
- 人間エヂソン（アメリカ）
- 佛蘭西座（フランス）
- 4日
  - 世紀は笑ふ（日本）
- 16日
  - 美しき犠牲（満映）
- 17日
  - 秀子の車掌さん（日本）
- 26日
  - 大空の遺書（日本）

### 10月
- 雨ぞ降る（アメリカ）
- スミス都へ行く（アメリカ）
- 空の要塞（アメリカ）
- 薔薇のタンゴ（アルゼンチン）
- 2日
  - 家なき天使（朝鮮映画）
- 4日
  - 指導物語（日本） - 日本映画雑誌協会ベストテン10位
- 22日
  - 南十字星（日本）

### 11月
- 城砦（アメリカ、イギリス）
- 青春乱舞（フランス）
- 舞姫記（ドイツ）
- 1日
  - 櫻の國（日本）
- 15日
  - 君と僕（朝鮮軍報道部）
- 28日
  - 江戸最後の日（日本） - 日本映画雑誌協会ベストテン5位
- 29日
  - 川中島合戦（日本）
- 30日
  - 舞ひ上る情熱（日本） - 日本映画雑誌協会ベストテン9位

### 12月
- 西班牙の夜（ドイツ）
- 夜ひらく（ドイツ）
- 1日
  - 元禄忠臣蔵　前篇（日本）
- 11日
  - 次郎物語（日本） - 日本映画雑誌協会ベストテン6位
- 28日
  - 蘇州の夜（日本）
- 30日
  - 男の花道（日本）